# New Jack City II
Pour les articles homonymes, voir New Jack.
Albums de Bow Wow
Face Off
(2007) Playlist: The Very Best of Bow Wow
(2010)
Singles
1. Roc the Mic
Sortie : 2009
2. You Can Get It All
Sortie : 2009

New Jack City II est le sixième album studio de Bow Wow, sorti le 31 mars 2009.
L'album s'est classé 5e au Top R&B/Hip-Hop Albums et 16e au Billboard 200.
À l'origine, l'album devait s'intituler Pedigree. Le titre définitif est un clin d'œil au film New Jack City. L'influence RnB est très forte dans cet album, notamment avec le titre You Can Get It All. Plusieurs chanteurs RnB sont présents sur l'album comme Trey Songz, Johnta Austin ou encore T-Pain.
Jermaine Dupri est à la production de la majorité des titres.
C'est la première fois que la mention « Parental Advisory » est apposée sur un album de Bow Wow en raison de ses paroles explicites.
Toutes les chansons ont fait l'objet d'un clip. Seuls You Can Get It All et Roc The Mic en sont des officiels car les autres ont été réalisés de façon « amateur » et sans budget de production, à l'image de ce qu'avait fait 50 Cent pour son album The Massacre.

## Liste des titres
| No  | Titre                                            | Contient un (des) sample(s) de                                                                                       | Durée |
| --- | ------------------------------------------------ | --- | ----- |
| 1.  | Get That Paper                                   | | 3:19  |
| 2.  | What They Call Me (featuring Nelly et Ron Browz) | Big Time de Rick James The World Is Filled... de The Notorious B.I.G. featuring Carl Thomas, Puff Daddy et Too $hort | 3:58  |
| 3.  | Roc the Mic (featuring Jermaine Dupri)           | Break Up to Make Up des Stylistics La Di Da Di de Doug E. Fresh et Slick Rick                                        | 3:48  |
| 4.  | Been Doin' This (featuring T. I.)                | | 4:52  |
| 5.  | You Can Get It All (featuring Johntá Austin)     | Baby-Baby-Baby de TLC                                                                                                | 3:37  |
| 6.  | Sunshine                                         | | 3:27  |
| 7.  | Like This (featuring Dondria et Johntá Austin)   | | 3:40  |
| 8.  | She's My (featuring T-Pain)                      | Roni by Bobby Brown (1988)                                                                                           | 3:51  |
| 9.  | I Ain't Playing (featuring Trey Songz)           | Sledgehammer de Peter Gabriel                                                                                        | 4:47  |
| 10. | Pole in My Basement                              | | 4:16  |
| 11. | Shake It (featuring Swizz Beatz)                 | | 3:31  |

| 12. | Marco Polo (featuring Soulja Boy) | 4:17 |
| 13. | Big Girls                         | 3:34 |
| 14. | Anything You Can Do               | 4:02 |